# 夏魯納斯·巴塔斯
夏魯納斯·巴塔斯（1964年8月16日—）是立陶宛電影導演，以詩性敘事風格聞名。

## 生平
夏魯納斯·巴塔斯畢業於莫斯科電影學校，1985年開始拍攝電視連續劇，之後轉拍電影；1995年，他執導的第二部長片《走廊》進入第45屆柏林影展電影大觀單元。他執導的第三、四部長片《我們中的少數》及《房子》則在坎城影展一種注目單元中首映。2000年，他執導的電影《自由之歌》獲選入第57屆威尼斯影展正式競賽單元。

### 私人生活
巴塔斯第一任妻子為俄羅斯演員葉卡捷琳娜·戈盧別娃，兩人合作了幾部電影，兩人離婚後戈盧別娃搬到巴黎並與法國導演李歐·卡霍再婚，戈盧別娃於2011年44歲時過世。巴塔斯後來則與小提琴家Lora Kmieliauskaitė結婚。
巴塔斯與戈盧別娃兩人的女兒伊娜·瑪莉亞·巴塔特也為一名演員，曾演過巴塔斯執導的數部電影，惟她於2021年騎單車於維爾紐斯街道時遭酒駕汽車撞擊致死，得年25歲。

## 電影作品

### 劇情長片
- 1991年：《三天（英语：Three Days (1992 film)）》（Trys dienos）
- 1995年：《走廊（英语：The Corridor (1995 film)）》（Koridorius）
- 1996年：《我們中的少數（英语：Few of Us）》（Mūsų nedaug）
- 1997年：《房子》（Namai）
- 2000年：《自由之歌（英语：Freedom (2000 film)）》（Laisvė）
- 2005年：《七個隱形人》（Septyni nematomi žmonės）
- 2010年：《漂浪之歌》（Eurazijos aborigenas）
- 2015年：《我們夢中的祥和（英语：Peace to Us in Our Dreams）》（Ramybė mūsų sapnuose）
- 2017年：《冰霜（英语：Frost (2017 film)）》（Šerkšnas）
- 2019年：《薄暮之間（法语：Au crépuscule）》（Sutemose）

## 外部連結
- 夏魯納斯·巴塔斯在互联网电影资料库（IMDb）上的資料（英文）